# Raoul Walsh
Raoul Walsh (n. 11 martie 1887, New York City – d. 31 decembrie 1980, Simi Valley, California) a fost un actor și regizor american.

## Date biografice
Raoul Walsh, începuse deja în tinerețe să accepte ocupații diferite. Astfel el a lucrat ca matroz, apoi a fost cowboy și a luat parte la călării în diferite întreceri rodeo. Primul contact cu arta cinematografică îl are în 1910, în 1912 este actor iar apoi asistent al regizorului D. W. Griffith, care îi dă posibilitatea de a deveni regizor. Din 1915 începe să regizeze singur filme care îl vor face renumit. La început a lucrat între 1925 și 1930 la producătorul de film William Fox unde regizează printre altele filmul de succes "What Price Glory?". Din 1935 lucrează la Paramount Pictures apoi la corporația Warner Bros.. După ce s-a certat cu Michael Curtiz lucrează împreună cu Errol Flynn, Clark Gable și Olivia de Havilland. Raoul Walsh este cunoscut în lumea filmului, după accidentul suferit la turnarea filmului "In Old Arizona" ca regizorul cu un ochi.

## Filmografie selectată

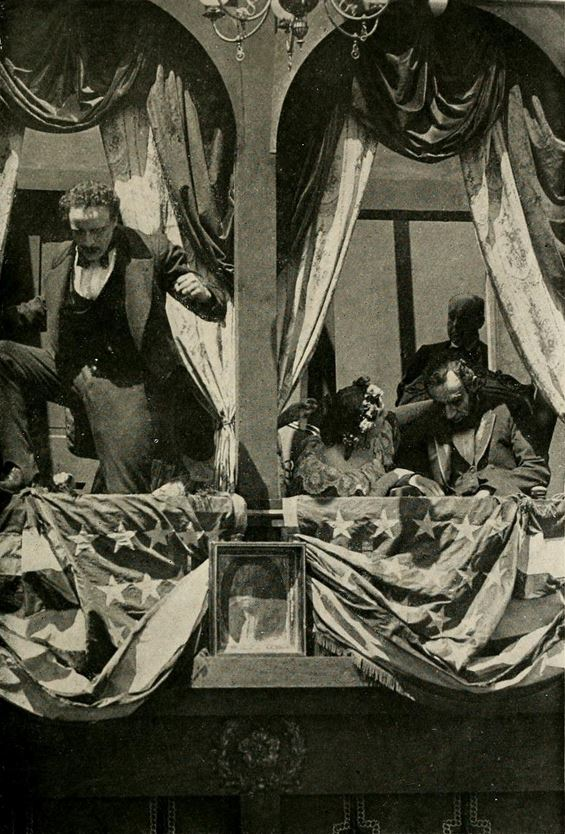
Walsh ca John Wilkes Booth în Nașterea unei națiuni

- 1913 The Pseudo Prodigal, debut regizoral
- 1914 The Life of General Villa
- 1914 The Mystery of the Hindu Image
- 1915 Nașterea unei națiuni - nemenționat
- 1915 Regeneration
- 1915 Carmen, cu Theda Bara
- 1917 The Silent Lie (aka: Camille of the Yukon)
- 1917 Betrayed
- 1917 The Conqueror
- 1918 The Woman and the Law, cu Jack Connors, Miriam Cooper și Peggy Hopkins Joyce
- 1918 The Prussian Cur
- 1919 Evangeline, cu soția sa Miriam Cooper

- 1920 The Deep Purple
- 1922 Kindred of the Dust
- 1924 The Thief of Bagdad, produs de și cu Douglas Fairbanks și Anna May Wong
- 1926 What Price Glory (), his most successful silent movie, cu Victor McLaglen și Dolores del Río
- 1926 The Lucky Lady
- 1927 The Loves of Carmen, cu Dolores del Río
- 1927 The Monkey Talks
- 1928 Sadie Thompson, cu Gloria Swanson
- 1928 The Red Dance, cu Dolores del Río și Charles Farrell
- 1928 Me, Gangster, debut of Don Terry
- 1929 The Cock-Eyed World

- 1930 The Big Trail, cu John Wayne
- 1931 The Man Who Came Back, cu Janet Gaynor și Charles Farrell
- 1931 The Yellow Ticket, cu Lionel Barrymore și Laurence Olivier
- 1932 Wild Girl, cu Charles Farrell, Joan Bennett, Ralph Bellamy, and Eugene Pallette
- 1933 The Bowery with Wallace Beery, George Raft, Fay Wray, and Pert Kelton
- 1936 Klondike Annie, cu Mae West și Victor McLaglen
- 1937 O.H.M.S.
- 1937 Jump for Glory
- 1939 St. Louis Blues
- 1939 The Roaring Twenties cu James Cagney și Humphrey Bogart

- 1940 Poruncă întunecată - Dark Command cu John Wayne, Roy Rogers
- 1940 They Drive by Night cu George Raft, Ann Sheridan, Ida Lupino, and Humphrey Bogart
- 1941 High Sierra, cu Ida Lupino și Humphrey Bogart
- 1941 The Strawberry Blonde, cu James Cagney și Olivia de Havilland
- 1941 They Died with Their Boots On, cu Errol Flynn și Olivia de Havilland
- 1941 Manpower, cu Edward G. Robinson, Marlene Dietrich, and George Raft
- 1942 Desperate Journey, cu Errol Flynn și Ronald Reagan
- 1942 Gentleman Jim cu Errol Flynn și William Frawley
- 1943 Northern Pursuit, cu Errol Flynn
- 1944 Uncertain Glory, cu Errol Flynn
- 1945 Objective, Burma!, cu Errol Flynn
- 1947 The Man I Love, cu Ida Lupino
- 1947 Pursued, cu Robert Mitchum și Teresa Wright
- 1947 Cheyenne, cu Dennis Morgan și Jane Wyman
- 1948 Silver River, cu Errol Flynn
- 1948 Fighter Squadron, cu Edmond O'Brien
- 1949 White Heat, cu James Cagney și Edmond O'Brien
- 1949 Colorado Territory, a remake of High Sierra, cu Joel McCrea, Virginia Mayo, Dorothy Malone, și Henry Hull

- 1951 Captain Horatio Hornblower, cu Gregory Peck și Virginia Mayo
- 1951 Distant Drums, remarkable for its innovative sound effects
- 1951 The Enforcer, cu Humphrey Bogart (uncredited)
- 1952 Blackbeard the Pirate, cu Robert Newton, Linda Darnell și William Bendix
- 1952 The World in His Arms cu Gregory Peck, Ann Blyth și Anthony Quinn
- 1953 Gun Fury, cu Donna Reed și Lee Marvin
- 1953 A Lion Is in the Streets, cu James Cagney, and Lon Chaney Jr.
- 1953 The Lawless Breed, cu Rock Hudson
- 1953 Sea Devils, cu Rock Hudson
- 1954 Saskatchewan
- 1955 Battle Cry
- 1955 The Tall Men, cu Clark Gable și Jane Russell
- 1956 The Revolt of Mamie Stover, cu Jane Russell și Richard Egan
- 1956 The King and Four Queens, cu Clark Gable și Eleanor Parker
- 1957 Band of Angels, cu Clark Gable, Yvonne De Carlo și Sidney Poitier
- 1958 The Sheriff of Fractured Jaw
- 1958 The Naked and the Dead, cu Cliff Robertson, based on the best-selling novel by Norman Mailer

- 1960 Esther and the King
- 1961 Marines, Let's Go
- 1964 A Distant Trumpet, ultimul film